# Marian Metelski

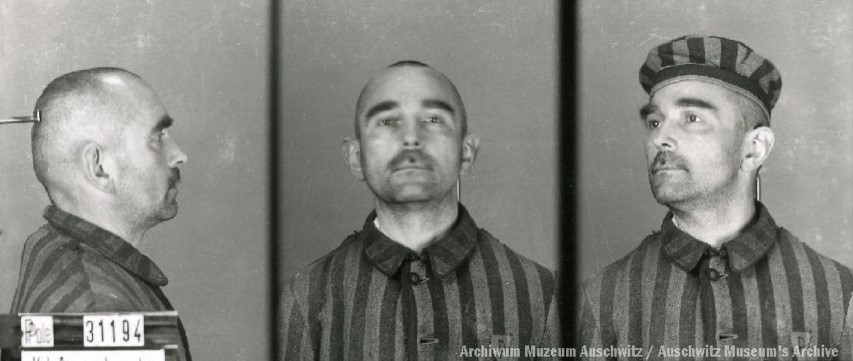
Marian Metelski jako więzień KL Auschwitz nr 31194

Marian Metelski (ur. 16 stycznia 1899 w Kórniku, zm. 5 lutego 1943 w Auschwitz) – kapitan piechoty Wojska Polskiego, kawaler Orderu Virtuti Militari, skaut, działacz niepodległościowy.

## Życiorys
Urodził się 16 stycznia 1899 w Kórniku, w rodzinie Stanisława i Pelagii z Smolibockich. W 1913 ukończył siedmioklasową szkołę elementarną w rodzinnej miejscowości. W maju tego roku został członkiem I Drużyny Skautowej im. ks. Józefa Poniatowskiego w Kórniku, na przełomie kwietnia i maja 1915 zastępowym, a następnie (w tym samym roku) drużynowym. Od 1915 do stycznia lub lutego 1917 oraz od początku 1918 miejscem zbiórek drużyny tzw. „skautówką” było zaplecze warsztatu krawieckiego jego ojca. Na początku grudnia 1916 wziął udział w zjeździe drużynowych drużyn skautowych w Poznaniu. Na przełomie lutego i marca 1917 drużyna pod jego kierownictwem rozpoczęła intensywne szkolenie wojskowe.
W 1917 został członkiem Polskiej Organizacji Wojskowej Zaboru Pruskiego. 11 lipca tego roku został wcielony do armii niemieckiej i przydzielony do 20 Pułku Artylerii Polowej w Poznaniu. Do 17 sierpnia 1918 walczył na froncie zachodnim, a od 18 sierpnia do 28 września 1918 był leczony w szpitalu. Po wybuchu rewolucji listopadowej zdezerterował z armii niemieckiej, wrócił do Kórnika, gdzie został członkiem Rady Żołnierskiej oraz ponownie objął obowiązki drużynowego.
Od 27 grudnia 1918 walczył w powstaniu wielkopolskim jako dowódca plutonu kompanii kórnickiej. Następnie w szeregach kompanii skautowej 1 Pułku Strzelców Wielkopolskich wziął udział w walkach o Lwów. Został ranny pod wsią Milatyn. W międzyczasie (18 stycznia 1919) został kapralem, a dwa dni później dowódcą plutonu. We wrześniu 1919 walczył z bolszewikami nad Berezyną, gdzie nabawił się dyzenterii. Po wyleczeniu wrócił na front. We wrześniu 1920 awansował na sierżanta, a w następnym roku chorążego.
Po zakończeniu wojny z bolszewikami pozostał w wojsku jako podoficer zawodowy. Służył w 55 Pułku Piechoty w Lesznie na stanowisku młodszego oficera 9. kompanii. W 1922 pełnił obowiązki adiutanta batalionu, a w marcu 1923 powierzono mu funkcję gospodarza kasyna oficerskiego. W 1924 został przesunięty na stanowisko młodszego oficera 2. kompanii.
Był absolwentem Oficerskiej Szkoły dla Podoficerów w Bydgoszczy. 15 sierpnia 1928 Prezydent RP mianował go podporucznikiem ze starszeństwem z 15 sierpnia 1928 i 119. lokatą w korpusie oficerów piechoty, a minister spraw wojskowych wcielił do 8 Pułku Piechoty Legionów w Lublinie. 2 grudnia 1930 został mianowany porucznikiem ze starszeństwem z 1 stycznia 1931 i 107. lokatą, a na stopień kapitana ze starszeństwem z 19 marca 1937 i 318. lokatą w korpusie oficerów piechoty. W 1938 został przeniesiony do 75 Pułku Piechoty w Chorzowie. W 1939 dowodził 4. kompanią karabinów maszynowych. 24 sierpnia 1939, w czasie mobilizacji alarmowej, dowodzony przez niego pododdział wszedł w skład baonu km spec. nr III, należącego do Grupy Fortecznej Obszaru Warownego „Śląsk”.
Na czele 4. kompanii karabinów maszynowych walczył w kampanii wrześniowej. Uniknął niewoli i włączył się w działalność konspiracyjną w szeregach Służby Zwycięstwu Polski, a następnie Związku Walki Zbrojnej i Armii Krajowej.
18 kwietnia 1942 przybył do obozu koncentracyjnego Auschwitz, w którym 5 lutego 1943 został zamordowany.

## Ordery i odznaczenia
- Krzyż Srebrny Orderu Wojskowego Virtuti Militari pośmiertnie[3]
- Krzyż Niepodległości – 20 lipca 1932 „za pracę w dziele odzyskania niepodległości”[23][2][24]
- Krzyż Walecznych trzykrotnie[25][26][27]
- Srebrny Krzyż Zasługi[15][28]
- Medal Pamiątkowy za Wojnę 1918–1921[3]
- Medal Dziesięciolecia Odzyskanej Niepodległości[3]
- Brązowy Medal za Długoletnią Służbę[3]